# Eutelichthys leptochirus
Eutelichthys leptochirus és una espècie de peix pertanyent a la família dels lipàrids i l'única del gènere Eutelichthys.

## Descripció
- Fa 5,1 cm de llargària màxima.[4][5]

## Hàbitat
És un peix marí i batidemersal que viu entre 500 i 700 m de fondària.

## Distribució geogràfica
Es troba a la Mediterrània occidental.

## Observacions
És inofensiu per als humans.